# Gianina Cărbunariu
Gianina Cărbunariu (n. 9 august 1977, Piatra-Neamț, Neamț, România) este regizoare de teatru română, dramaturg contemporan și directorul Teatrului Tineretului din Piatra Neamț.

## Biografie

### Educație
Gianina Cărbunariu este  originară din Piatra Neamț. A absolvit Colegiul Național „Petru Rareș” din Piatra Neamț în 1996, după care a urmat cursurile Facultății de Litere  a Universității București (1996–2000) și apoi cursurile Facultății de Teatru la secția regie de teatru (2004) a UNATC Ion Luca Caragiale din București. În 2006 absolvă aceeași instituție cu un masterat în scriere dramatică, pentru ca în 2011 să-și dea doctoratul cu dizertația Regizorul dramaturg, pentru care a fost apreciată cu magna cum laude.

### Grupul DramAcum / dramAcum
În 2002, fiind încă studentă, împreună cu alți colegi actori, Valean Andreea, Radu Apostol și Alexandru Berceanu, inițiază proiectul DramAcum (alternativ dramAcum), care avea ca scop revitalizarea și sprijinirea creației teatrale contemporane în România „prin concursuri, traduceri și producții de spectacole”. Scopul declarat al grupului este să îmbunătățească semnificativ teatrul românesc prin prezentarea de scrieri contemporane românești pentru a lupta împotriva conservatorismului ideologic și formal al comunității teatrului tradițional românesc. Din septembrie 2005, Gianina Cărbunariu este, de asemenea, asociată cu Teatrul-Studio Alfortville (Théâtre-Studio d'Alfortville). 

### Activitate ca regizor dramaturg
Piesa sa „Stop the Tempo”, scrisă în 2003-2004, a avut premiera în 2004 în București. Piesa este remarcată, iar Cărbunariu o va monta de-a lungul anilor în multe teatre europene. Regizoarea-dramaturg a obținut o bursă de rezidență la Royal Court Theatre din Londra pentru care va scrie un nou joc,  mady-baby.edu  (ulterior redenumit Kebab). Piesa s-a jucat, în special, la Royal Court Theatre și Schaubühne (am Lehniner Platz) din Berlin. Primele sale două părți (Stop tempo-ul și Kebab) sunt destinate a fi emblematice pentru teatru său, caracterizat de a fi „crud, fără compromisuri, variind de la energie la revoltă și dezamăgire.
Lucrările sale sunt prezentate în multe teatre din lume, dorind să prezinte o viziune diferită a României contemporane având întotdeauna grijă să conteste privitorului „[clișeele] reprezentărilor occidentale de progres și succes“. Întrebările sale cele mai frecvente se referă la acțiunea colectivă, integrarea comunității și retragerea identității.
Din septembrie 2005, Gianina Cărbunariu este asociată cu Teatrul-Studio Alfortville (Théâtre-Studio d'Alfortville).  Din 2017 Cărbunariu este directorul Teatrului Tineretului din Piatra Neamț, post pe care l-a obținut prin concurs. Cărbunariu este, de asemenea, președintă a Asociației Piese Refractare.

## Premii
- 2014: Premiul Senatului UNITER pentru spectacolul „Tipografie Majuscul”, fiind prima femeie din istoria premiilor UNITER care a obținut trofeul pentru “Cel mai bun spectacol”.[12]
- 2014: Premiul Centrului de Cultură Arcuș pentru regia spectacolului Tipografic Majuscul, la Festivalul Internațional de Teatru ATELIER, Sfântu Gheorghe[13]
- 2014: Premiul special pentru teatru-document pentru spectacolul-studiu Tipografic Majuscul, acordat de Senatul Uniter[13]
- 2015: Premiul UNITER „Cel mai bun spectacol al anului 2014” pentru „De vânzare / For sale”[14]
- 2016: Ordinul Meritul Cultural în grad de Cavaler oferit de Președintele României [15]
- 2020: Premiul Radio România Cultural pentru Teatru[16]

## Opera

### Piese de teatru
Cărbunariu pune în scenă majoritatea piesele pe care le scrie iar realizarea și producția spectacolelor o realizează în colaborări cu teatre din țară și străinătate. 
- 2001: Irealități ale Estului sălbatic,  publicată în antologia "După cenzură". A câștigat premiul pentru cel mai bun text dramatic la concursul Camil Petrescu al Ministerului Culturii. [17]
- 2001: Honey, inclusă în emisiunea Ocean Cafe, regizată de Radu Afrim și Gianina Cărbunariu, prezentată la Teatrul Tineretului din Piatra Neamț. [18]

- 2002: Cum aș putea fi o pasăre?  scrisă împreună cu Matei Vișniec, prezentată la Centrul cultural Nicolae Bălcescu din București. [19]
- 2003: Ostinato, scrisă de Cristi Juncu și prezentată la Studioul UNATC. [20]
- 2003: Numele meu Isbjorg, scrisă de Hávar Sigurjónsson[21] prezentată la Studioul Casandra din Bucuresti. [22]
- 2004: Stop the Tempo, produsă de Teatrul Unteatru[23] și Teatrul de luni de la Green Hours[24] din București. [25]. Piesa  spune povestea a trei tineri singuri și „pierduți în spațiu”, care doresc „să arunce în aer” cluburile de noapte, supermarket-urile și teatrele din orașul lor.[6]
- 2005: Mady-baby.edu, Produsă de Teatrul DramAcum și de Teatrul foarte mic, la București. [6] [26]  Mădălina este o tânără născută în București, care aspiră să devină o stea. Naivă, Mădă este gata să creadă tot ceea ce i se spune. Drumul spre viitorul ei statut de star se va intersecta cu cel al lui Voicu, pe care îl va face să-i promită că o va lua cu el în Irlanda, ca să-și realizeze visul. În avionul spre Irlanda, Mădălina se va reîntâlni cu Bogdan, un fost prieten, student la arte vizuale, dar curând eroina va învăța că această căutare pentru glorie și bogăție va avea un preț.[27]
- 2005: TRAFIC,  piesă scrisă în colaborare cu asociația OIM [28]
- 2005: Toți acești băieți arată ca părinții noștri, text inclus în Broken Voices Project, New Company, London[29]
- 2005: Terorism, pusă în scenă cu Oleg și Vladimir Presniakov la Teatrul foarte mic din București
- 2005: Opriți Tempo-ul, regizată de Christian Benedetti în 2005 la Teatrul Studio Alfortville [30]
- 2006: DJ Pirate, comandată de Marine Bachelot Nguyen (Compagnie Lumière d'août) pentru piese politice scurte[31]
- 2007: Kebab, pusă în scenă de Christian Benedetti la Teatrul Studio Alfortville.[32]
- 2008: Câteva noutăți din viitor, prezentată la Festivalul Internațional de Film de la Timișoara. Realizată cu Teatrul foarte mic în București.[33]
- 2008: Înainte de ieri - După mâine (Știri ale viitorului), spectacol regizat de Christian Benedetti în la Teatrul Studio Alfortville.[34]
- 2009: Războiul s-a terminat, ce facem? , spectacol regizat de Christian Benedetti în 2009 la Théâtre Studio Alfortville. [35]
- 2010: Vândut/ Sold out, produs de Kammerspiele din München. [36][37]
- 2010: asparagus, montat la Volkstheater Viena[38]
- 2012: 20/20. A fost prima piesă românească interpretată la Festivalul Internațional de Teatru din Londra în anul în care a fost scrisă. Titlul este o referire la data de 20 martie 1990 când au existat lupte de stradă între români și maghiari în Târgu Mureș, respectiv la cei douăzeci de ani care au trecut de atunci. Există, de asemenea, o referire oftalmologică la faptul că având 20/20 de puncte de vedere permite o viziune foarte clară asupra lucrurilor. Spectacolul a fost jucat de cinci români și cinci unguri. Este o producție bilingvă, marcată de umor, care exprimă efectele unui naționalism violent și vorbește despre prejudecăți, pierderea încrederii și înstrăinarea suferită de România post-comunistă, fenomene încă aflate în centrul multor conflicte mondiale ale lumii de azi. Cu acest spectacol, Cărbunariu a câștigat premiul Juriului Festivalului Național de Teatru și Premiul Rivalda al Teatrului Thalia.[39]
- 2013: Solitarite, spectacolul a făcut parte din Festivalul d'Avignon pentru proiectul Villes en scènes.[6] Piesa prezentată în limba română, a fost distribuită în franceză și engleză. Spectacolul a fost creat la Teatrul Național din Sibiu, România, ca o piesă în cinci acte. Această piesă prezintă „o evaluare riguroasă a clasei de mijloc românești între funcționarii care doresc să stabilească o linie de împărțire, pentru a separa populațiile din oraș și un cuplu care pune la îndoială beneficiile și faptele [aparent] greșite de a avea un babysitter de origine filipineză (pentru a avea argumente în a-și păstra copilul).” [40]
- 2013: Tipografic Majuscul
- 2014: The Tigress (Tigroaica), piesă înregistrată la Festivalul „The Summer Monsoon” (Musonul de vară) de la Abbey of Prémontrés din Pont-à-Mousson din Lorena și apoi difuzată pe France Culture.[6]
- 2014: De vânzare/ For sale, pus în scenă la Centrul Dramatic Național din Madrid.[14]
- 2016: Artists Talk, prezentat Festivalul de teatru de la Liège, nominalizat la premiile UNITER pentru Cel mai bun spectacol de teatru contemporan, seletat pentru Festivalului Național de Teatru[41]
- 2016: Oameni obișnuiți  pus în scenă la Teatrul Național Radu Stanca din Sibiu și prezentat în cadrul Festivalului Internațional de Teatru Almada[42]
- 2017: Vorbiți tăcere? / Sprechen Sie Schweigen? pus în scenă la Teatrul Național „Radu Stanca“, Sibiu[43]
- 2019: FRONTAL, o adaptare după „Povestea unui om leneș“ de Ion Creangă, pus în scenă la Teatrul Tineretului din Piatra Neamț[44]
- 2021: „VA URMA. Pe planeta Oglindă, pus în scenă la Teatrul Tineretului din Piatra Neamț[45]

### Regie de teatru (selecție)
Pe lângă propriile piese, Cărbunariu pune în scenă texte ale altor dramaturgi.
- 2004: Fortuna îl ajută pe îndrăzneț, scrisă de Franz Xaver Kroetz, montată la Teatrul Act din București. [46]
- 2004: Anathema - pusă în scenă în 2004, scrisă de Carmen Vioreanu.[47] [48]
- 2007: Sado Maso Blues Bar, scris de Maria Manolescu de la Teatrul foarte mic din București. [49]

### Traduceri în franceză
- Stop the tempo et Kebab, éditions actes Sud
- Avant hier, après demain : Nouvelles du futur (2008), traducere din română de Mirella Pătureau, L'Espace d'un instant, Paris, 2011, ISBN: 978-2-915037-64-7